# RET (Rotterdam)

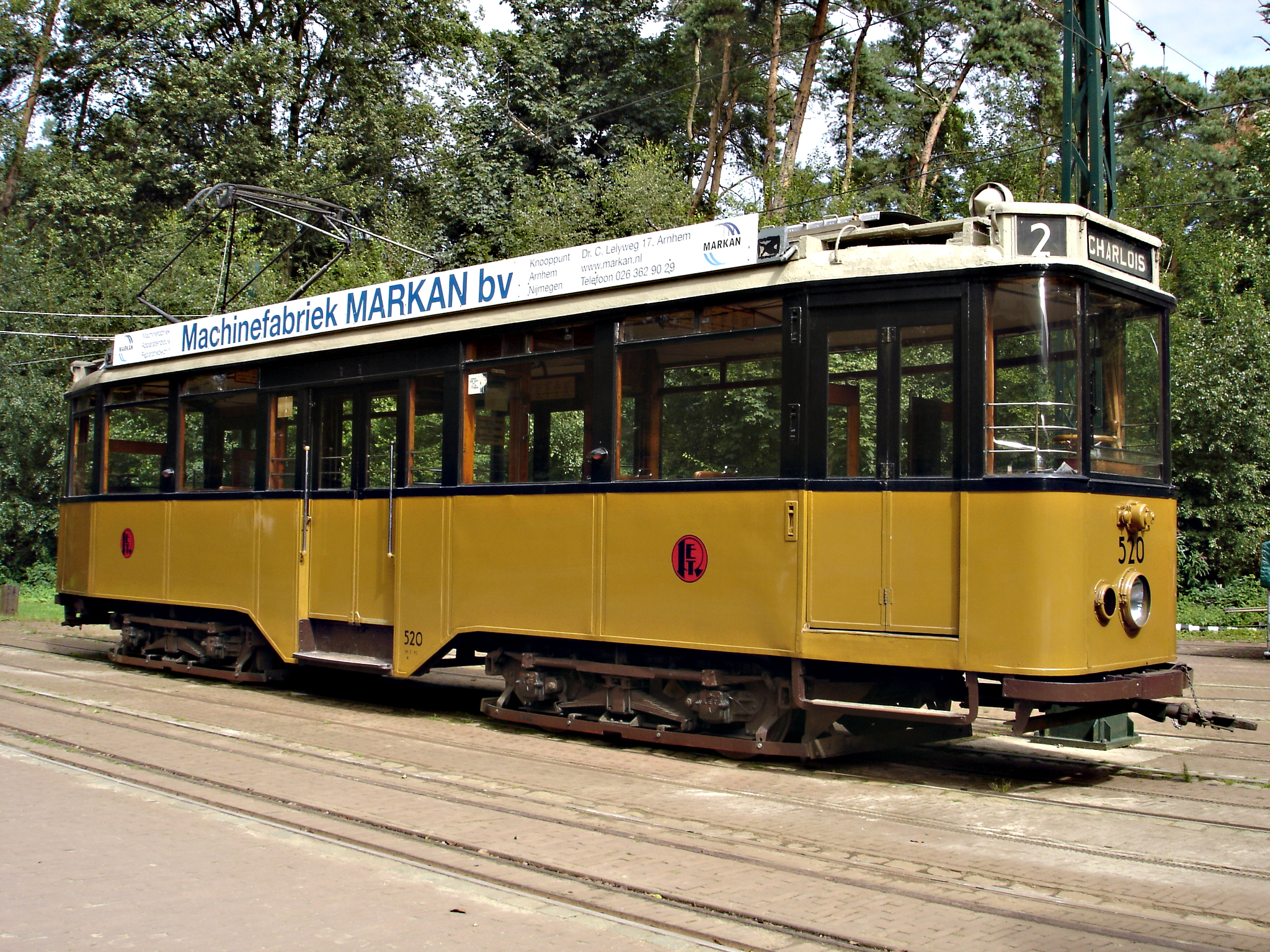
Vierassige motorwagen uit 1931.

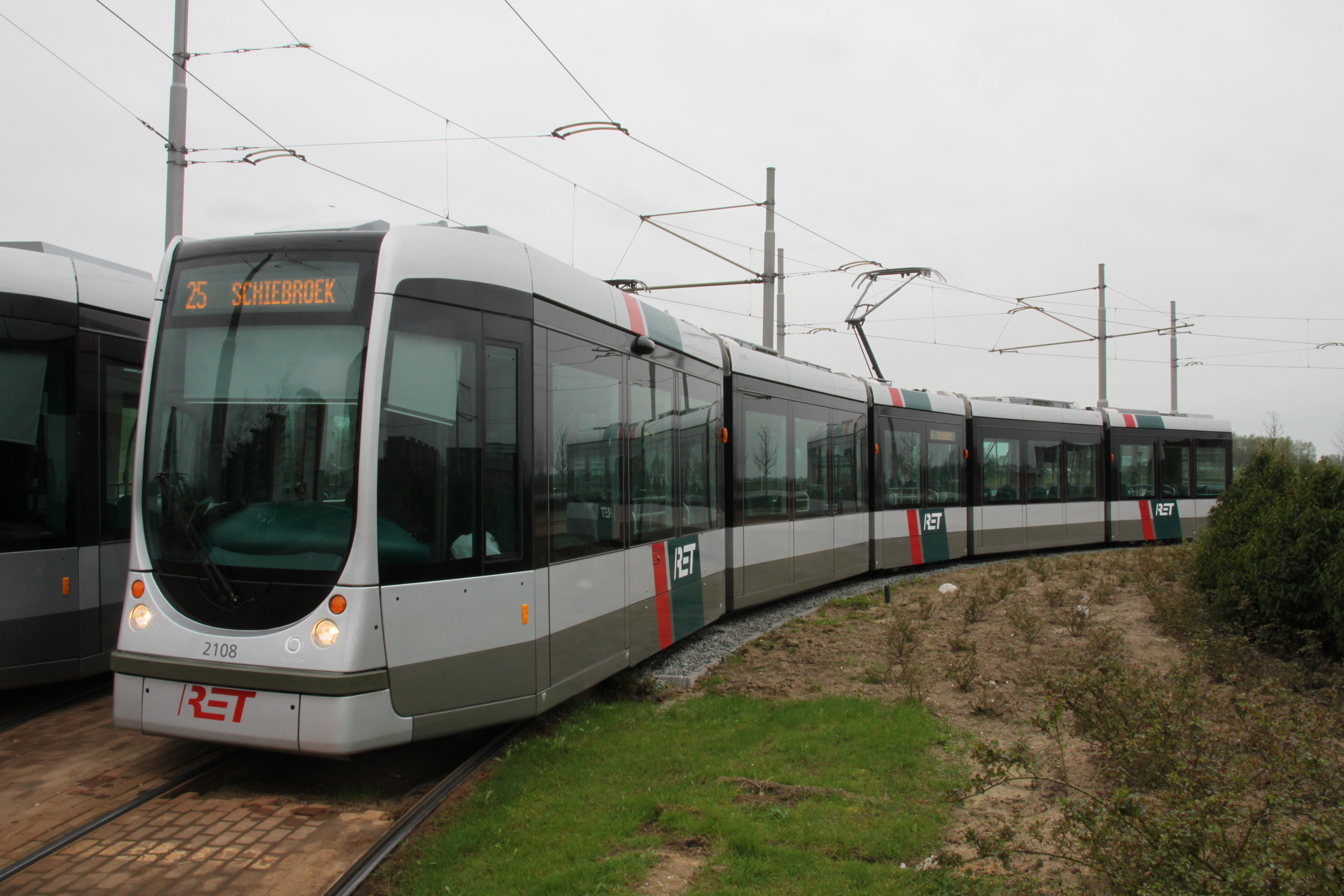
Een Rotterdamse tram van de nieuwste generatie.

De Rotterdamse Electrische Tram N.V. (RET) is een Nederlands vervoerbedrijf dat actief is in het stads- en streekvervoer in en rondom de stad Rotterdam. De diensten van de RET bestaan uit openbaar vervoer per tram, bus en metro. Metropoolregio Rotterdam Den Haag (MRDH) is de opdrachtgever van de RET en heeft de volgende concessies aan het bedrijf toegewezen:
- Concessie Rail Rotterdam: tram en metro in de regio Rotterdam, inclusief RandstadRail lijn E naar station Den Haag Centraal.
- Concessie bus Rotterdam en omstreken: Albrandswaard, Barendrecht, Capelle aan den IJssel, Krimpen aan den IJssel, Lansingerland, Maassluis, Ridderkerk, Rotterdam, Schiedam en Vlaardingen,[2] inclusief buslijnen naar Delft en Zoetermeer, maar exclusief de ParkShuttle.

## Geschiedenis

### Rotterdamse tram
In 1878 werd de Rotterdamsche Tramweg Maatschappij (RTM) opgericht. Een jaar later, in 1879, reed de eerste paardentram in Rotterdam. Vanaf 1882 gingen er ook stoomtrams rijden in en rondom de nog niet uitgebreide stad. In 1904 werd er begonnen met de eerste buslijnen en, met de invoering van de elektrische tram in 1905, werd er een nieuw trambedrijf opgericht; Rotterdamsche Electrische Tramweg Maatschappij (RETM).
Vanaf 1898 verzorgde de RTM ook het tram- en bootvervoer van en naar de Zuid-Hollandse en Zeeuwse eilanden. In 1966 reden daar de laatste trams en ging de RTM verder als busbedrijf. De RTM ging, na een fusie met andere bedrijven, met het busbedrijf verder als ZWN. Uiteindelijk werd dit bedrijf in 1999 opgenomen in het Connexxion-concern.
De eerste elektrische tramlijn werd op 18 september 1905 in gebruik genomen door de RETM, dit was lijn 1 Honingerdijk - Beurs - Park. Hier kwamen in 1906 nog vijf lijnen bij, terwijl er in 1907 en 1908 nog vier lijnen volgden.
De RETM droeg na enkele jaren onderhandelen het trambedrijf over aan de gemeente Rotterdam. Op 4 april 1927 werd het Raadsbesluit genomen en op 15 oktober van dat jaar werd de RETM officieel een gemeentelijk vervoerbedrijf en kreeg het de naam RET. Destijds had het bedrijf 1.903 werknemers in dienst, die allen werden ondergebracht bij de gemeente.
Het maximumaantal lijnen werd bereikt in 1930, toen de Rotterdamse tram 25 lijnen had. Het materieel was in de eerste jaren donkerblauw, vanaf de jaren tien werd dat crème, en in de jaren dertig okergeel. Tussen 1929 en 1931 kwamen er 170 moderne vierassige motorwagens en 20 bijwagens in dienst in de nieuwe okergele kleur. Deze trams behoorden toen tot het modernste trammaterieel van Europa. Tot in de jaren zestig zouden deze trams de ruggengraat van het Rotterdamse trambedrijf vormen.
Na de Tweede Wereldoorlog kwamen er vanaf 1948 in een modernere versie nog eens 36 vierassige motorwagens en 36 bijwagens bij, gevolgd door 15 vierassige en 14 gelede Zwitserse lichtgewicht-trams in 1956-'57. Vanaf 1964 kwamen er 95 nieuwe gelede trams in dienst, die (grotendeels) de plaats van de vierassers innamen. Vanaf 1981 kwamen er 100 nieuwe ZGT-trams in gele kleur die (een deel van) het materieel uit de jaren zestig vervingen. In de jaren 90 werden voor de huiskleur van het bedrijf de Rotterdamse kleuren groen en wit ingevoerd. Deze trams werden op hun beurt vanaf 2003 vervangen door 113 Citadis-trams in zilvergrijze kleur, die sindsdien het beeld van de Rotterdamse tram bepalen.

### Rotterdamse metro

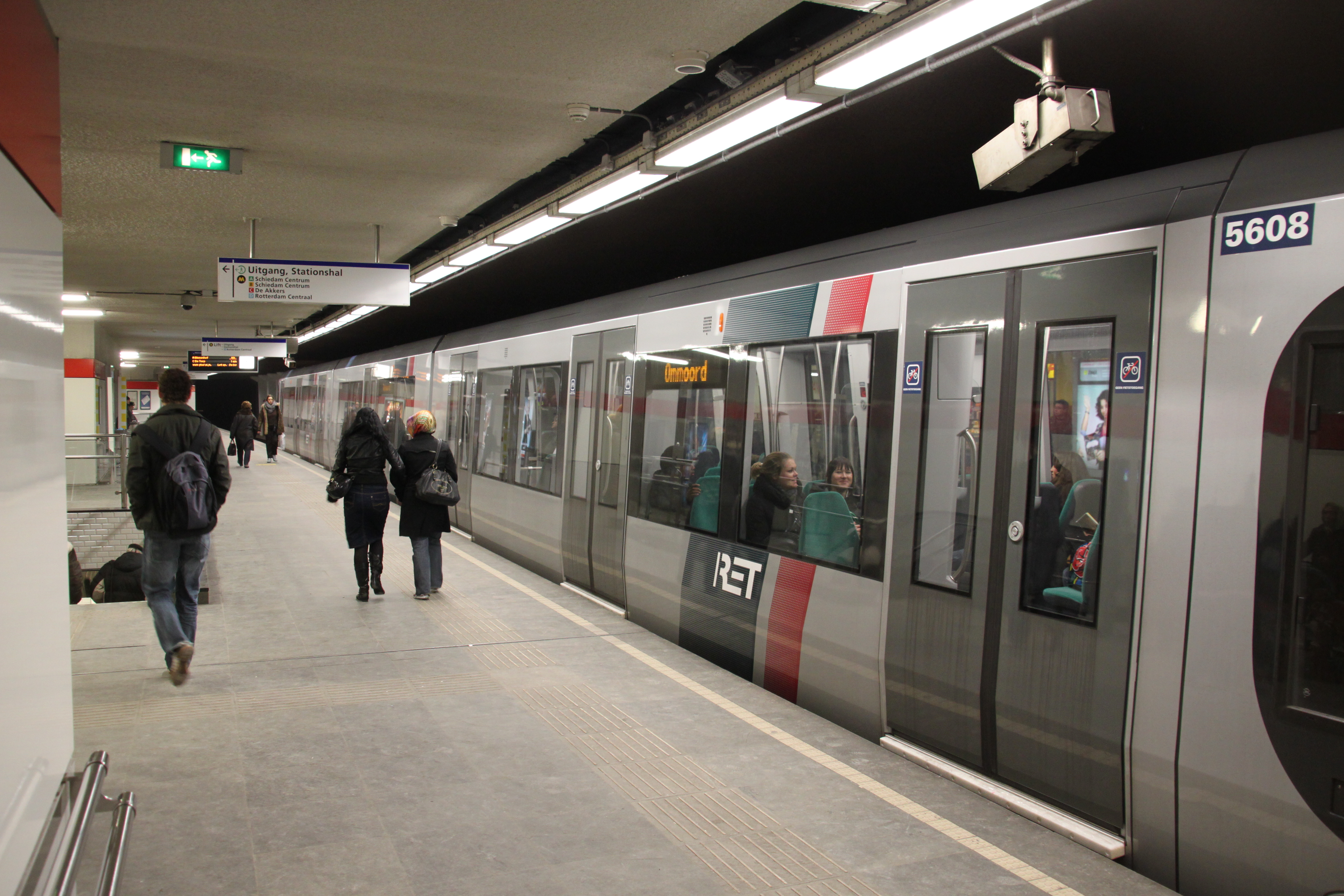
De Rotterdamse metro.

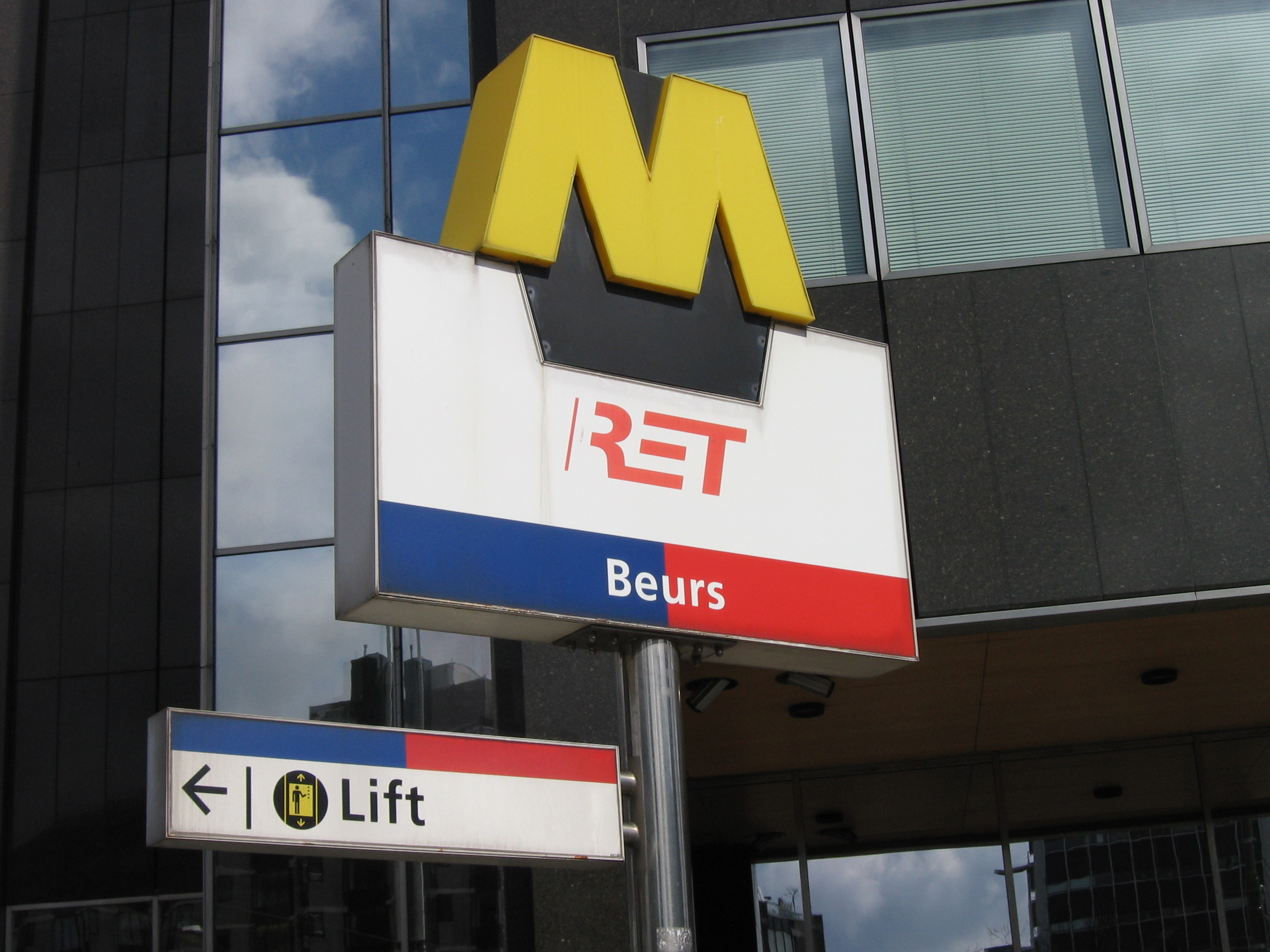
RET-bord bij metrostation Beurs.

1968 was het jaar dat de Rotterdamse metro in gebruik werd genomen. Dit was de eerste metrolijn van Nederland. Bij de opening was het metronet slechts 5,9 kilometer lang en daarmee een van de kortste ter wereld. De RET was vanaf het begin de exploitant van het metronetwerk. De in 1968 geopende Noord-Zuidlijn werd tussen 1974 en 1985 in een aantal fasen enerzijds verlengd tot Spijkenisse en anderzijds in 2011 tot Den Haag Centraal (Hofpleinlijn). In 1982 kwam het eerste deel van de Oost-Westlijn in gebruik. Deze werd tussen 1983 en 2005 aan de oostkant verlengd naar drie verschillende bestemmingen. Aan de westkant werd de lijn tussen 1986 en 2002 verlengd naar Schiedam en Spijkenisse. In 2019 kwam de verlenging naar Hoek van Holland in gebruik.

### Rotterdamse bus

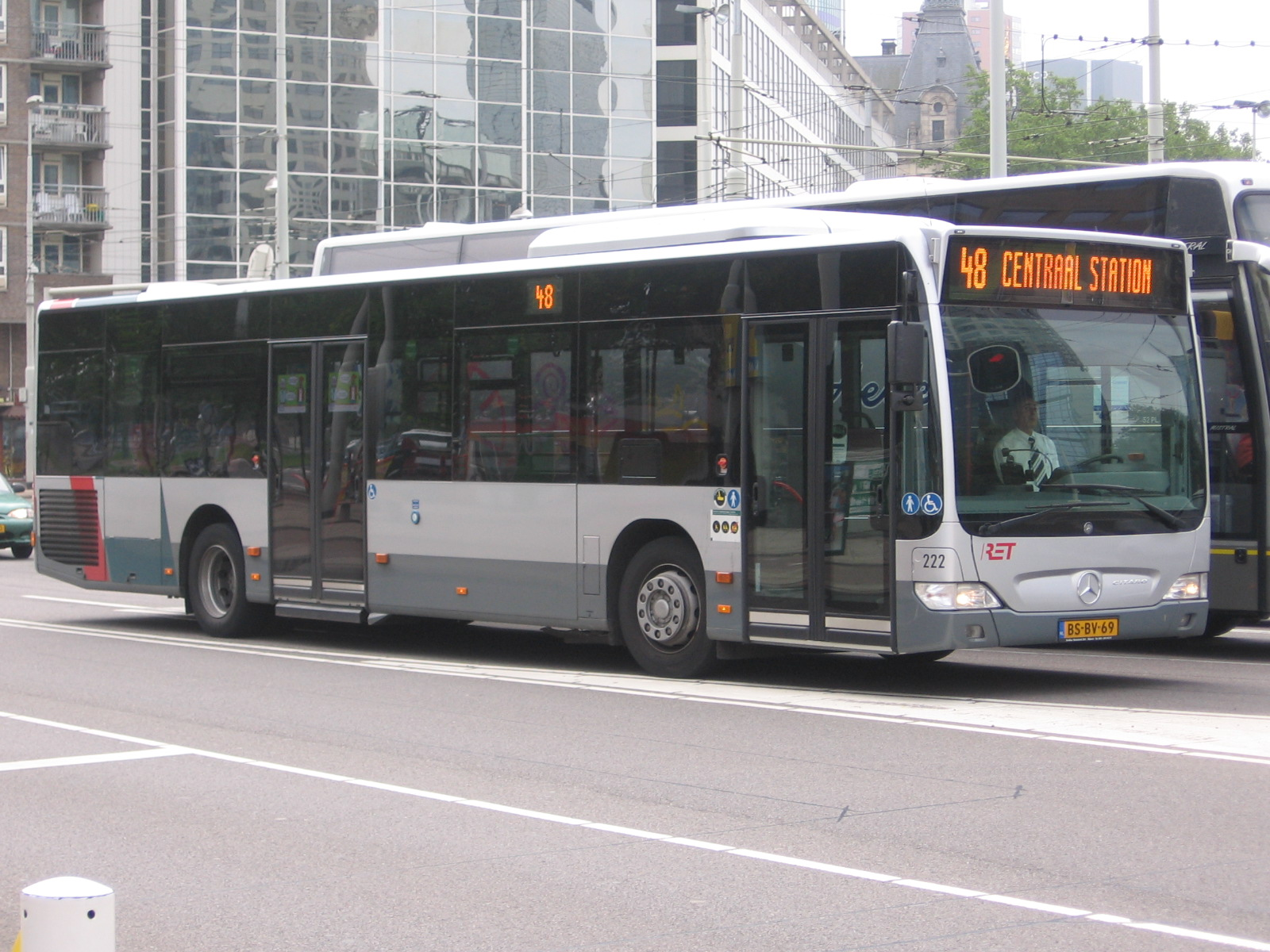
Een Rotterdamse bus van het type Mercedes-Benz Citaro.

De eerste bus in Rotterdam reed in 1906. De eerste RET-bussen verschenen op 26 mei 1928 op lijn A, B en C. Eind 1939 waren er 11 lijnen, namelijk A-F, H, K, L, M en T. In de jaren 1950 werd het busnet sterk uitgebreid, voornamelijk naar de nieuwe wijken. Tot de opening van de metro in 1968 werd het busnet nog verder uitgebreid en bereikte het zijn grootste omvang. Een deel van de buslijnen werd in de volgende jaren vervangen door metrolijnen. Bij de ingebruikname van de Beneluxlijn van de metro in 2002 werd het busnet ingrijpend gewijzigd en verdween een groot aantal lijnen en kwamen er nieuwe lijnen voor terug. Het busnet is tegenwoordig ondergeschikt aan de metro en tram en vooral aanvullend. Alleen de lijnen naar wijken die geen tram of metro hebben behoren nog tot het hoofdnet.

### Verzelfstandiging
Na bijna tachtig jaar deel te hebben uitgemaakt van de gemeente Rotterdam, werd de RET vanaf 1 januari 2007 een verzelfstandigd bedrijf. Sinds die dag is de RET een naamloze vennootschap, "RET N.V.", waarvan de aandelen worden gehouden door gemeente Rotterdam. Daarnaast zijn de besloten vennootschappen "RET Infrastructuur B.V." – voor het beheer van de infrastructuur (rails, bovenleidingen, stations, etc.) – en "RET Materieel B.V." – voor het beheer van alle voertuigen (metro's, trams, bussen, etc.) – opgericht. RET Materieel werd een dochteronderneming van de RET N.V., terwijl RET Infrastructuur een gemeentelijke dienst bleef.
Op 29 december 2006 tekenden burgemeester Opstelten en algemeen directeur Peters van de RET op het stadhuis de benodigde overeenkomsten. De verzelfstandiging was nodig om mee te kunnen doen met toekomstige openbare aanbestedingen van het openbaar vervoer in de grote steden. De RET bleef het openbaar vervoer in Rotterdam en omgeving verzorgen, maar onder een andere juridische constructie, de N.V. De gemeente Rotterdam werd per 1 januari 2007 eigenaar en 100% aandeelhouder van de RET N.V.
In juli 2008 maakte de Stadsregio Rotterdam bekend dat het de aandelen van de RET over zou nemen van de gemeente Rotterdam. Hierdoor kon de concessie Bus Rotterdam onderhands worden gegund aan de RET, want dit was alleen mogelijk als de opdrachtgever ook eigenaar was van het bedrijf. De nieuwe concessie liep van december 2008 tot december 2011.
Busbedrijf Qbuzz maakte in de zomer van 2011 bekend met de RET een joint venture onder de naam RETbuzz te willen oprichten om bij de aanbesteding samen te bieden op het busvervoer in de Stadsregio Rotterdam. Qbuzz ging ook een samenwerking aan met de Haagse HTM. Op 24 oktober 2011 werd echter bekend dat RETBuzz niet naar een busconcessie in de regio Rotterdam mee zou dingen. De Nederlandse Mededingingsautoriteit (NMa) had namelijk het samengaan van de twee organisaties in RETBuzz afgewezen.
In 2012 won de RET zelfstandig de aanbesteding voor busvervoer in de Stadsregio Rotterdam voor de periode 2013-2019. Om de extra lijnen te bedienen nam de RET het materieel van Qbuzz over.
In 2016 werd aan de RET door de MRDH een tienjarige railconcessie (metro en tram) gegund. Deze werd in februari 2018 met vier jaar verlengd tot 2030, omdat de RET een financiële bijdrage beloofde voor de meerkosten van de verbouwing van de Hoekse Lijn.
In 2018 werd aan de RET door de MRDH een vijftien jarige busconcessie gegund. Deze ging in per eind 2019 en loopt tot 2034. De RET dient in deze periode volledig om te schakelen naar zero-emissie bussen. De eerste 55 zero-emissie (elektrische) bussen zijn eind 2019 in dienst genomen, samen met ruim honderd hybride bussen. In 2021 zouden de volgende vijftig zero emissie bussen in dienst komen. Uiterlijk eind 2029 dient de hele busvloot zero-emissie te zijn.
Na tien jaar van een stijgend aantal reizigers en reizigerskilometers (2010-2019) was er in 2020, als gevolg van de coronacrisis, een teruggang van circa 45 procent t.o.v. 2019.

## Activiteiten
De RET verzorgt bus- en tramvervoer in Rotterdam, Schiedam, Vlaardingen, Capelle aan den IJssel, Krimpen aan den IJssel, Barendrecht, Ridderkerk, Dordrecht, Lansingerland, Zoetermeer, Maassluis, Poortugaal, Rhoon en De Zweth. Daarnaast de metro naar Schiedam, Vlaardingen, Maassluis, Hoek van Holland, Spijkenisse, de RandstadRail metrolijn naar Berkel en Rodenrijs, Pijnacker, Nootdorp, Leidschendam, Voorburg en Den Haag en twee buslijnen naar Delft. In totaal zijn dit 57 buslijnen met 258 bussen, 10 tramlijnen met 112 trams en 5 metro- en sneltramlijnen met 152 metrotreinen. In dit gebied vervoerde de RET jaarlijks (2019) 185,7 miljoen reizigers (38,7 miljoen per bus, 59,9 miljoen per tram en 87,1 miljoen per metro).
Ook exploiteerde de RET tot 2022 de Fast Ferry "De Nieuwe Prins" tussen Hoek van Holland en de Maasvlakte. De snelle verbinding over de Nieuwe Waterweg was bedoeld voor mensen die werkzaam waren op de Maasvlakte en voor toeristen. Bij de Maeslantkering, de Pistoolhaven en aan de Rozenburgse landtong waren stops, maar deze werden onregelmatig gebruikt.

### Dienstregeling
- Met een "op tijd"-marge van -30 en +180 seconden van de vertrektijd bij de halte rijdt 30% van de bussen te vroeg en 20% te laat.
- Met een "op tijd"-marge van -30 en +120 seconden van de vertrektijd bij de halte rijdt 20% van de trams te vroeg en 40% te laat.
- Bij de metro is 12% te laat, te vroeg rijden is hier niet mogelijk doordat de spoorbeveiliging een te vroeg vertrekt niet toestaat.
- De punctualiteit op het beginpunt is bij bus en tram circa 75% en bij de metro 92% binnen de marge. Bij het beginpunt wordt dezelfde marge toegepast als bij de haltetijden, mogelijk vertrekken veel meer ritten net binnen de marge, waardoor ze onderweg dus geen speling meer hebben om vertragingen op te vangen.

## Logo
De voorloper van de RET, de RETM, gebruikte tussen 1905 en 1927 een logo waarbij de letters in schreef in elkaar zaten verweven. Hierna kwam er voor de RET een logo waarbij de letter R in een moderne uitvoering paste in een rood rondje met in het midden de E en de T die onder elkaar stonden. Dit logo bleef in gebruik tot 1965 toen er een nieuw logo werd geïntroduceerd ontworpen door Jeanette Kossmann. De drie letters waren nu vetgedrukt, in schreef en liepen in elkaar over. Dit logo werd in 1985 vervangen door het huidige logo (monogram) dat werd ontworpen door Aad van Dommelen van bureau Vorm Vijf.

Eerste logo uit 1927
1965-1985
Sinds 1985

## Organisatie

### Directeuren
- dr. ir. J.G.J.C. Nieuwenhuis (1927-1942)
- ir. G.O. Boom (1942-1944)
- J.H. van der Knaap (interim, 1944-1945)
- dr. ir. J.G.J.C. Nieuwenhuis (1945-1949)
- ir. N.A. (Nicolaas) Bogtstra (1949-1963)
- drs. C.G. (Kees) van Leeuwen (1963-1979)
- drs. R. (Rob) den Besten (1980-1984)
- J.J.Ph. (Co) Kunst (1984-1995)
- drs. R.J.A. (Ronald) Clayden (1995-2004)
- drs. P.H. (Peter) Laman (interim, 2004-2005)
- P.G. (Pedro) Peters (2005-2017)
- mr. M.B. (Maurice) Unck (2017-2023)
- drs. L. (Linda) Boot (2024-heden)

### Jaarcijfers
|                     | 1974 | 1997 | 1998 | 2001 | 2004 | 2005 | 2006 | 2007 | 2008 | 2009 | 2010 | 2011 | 2012 | 2013 | 2014 | 2015 | 2016 | 2017 | 2018 | 2019 | 2020 | 2021 | 2022 |
| ------------------- | ---- | ---- | ---- | ---- | ---- | ---- | ---- | ---- | ---- | ---- | ---- | ---- | ---- | ---- | ---- | ---- | ---- | ---- | ---- | ---- | ---- | ---- | ---- |
| Passagiers          | 131  | 173  | 174  | 186  | 167  | 160  | 169  | 162  | 169  | 164  | 142  | 142  | 145  | 150  | 153  | 158  | 163  | 171  | 174  | 176  | 95   | 99   | 136  |
| Reizigerskilometers |      | 695  | 693  |      | 705  | 685  | 683  | 700  | 743  | 700  | 657  | 695  | 713  | 730  | 758  | 794  | 807  | 871  | 895  | 921  | 503  | 533  | 742  |
| Aantal voertuigen   |      |      |      | 529  | 515  | 495  | 493  | 506  | 534  | 573  | 586  | 562  | 587  | 567  | 550  | 532  | 547  | 552  | 550  | 639  | 592  | 563  | 548  |

## Trivia

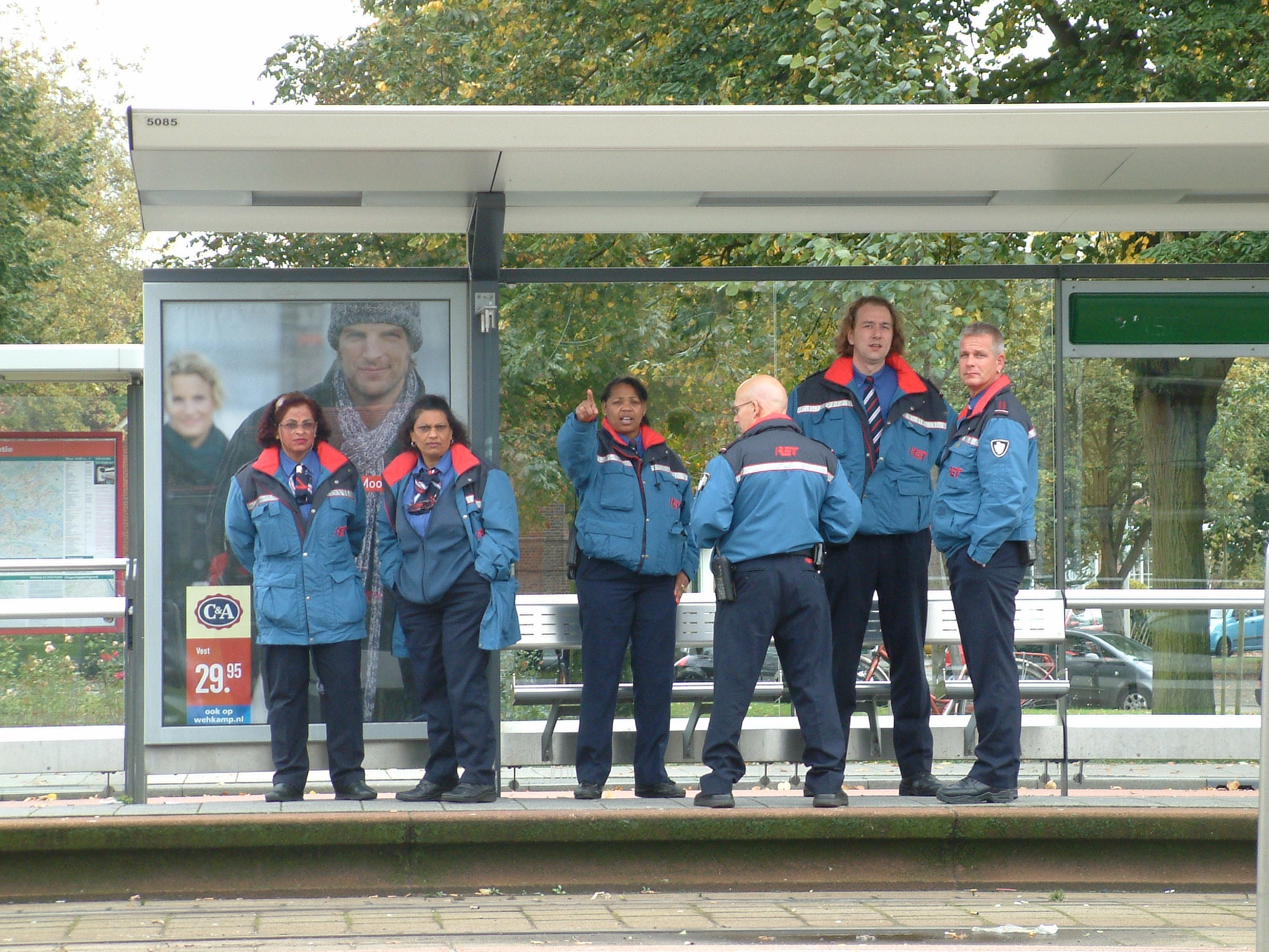
Controleurs verzameld voor het Maasstadziekenhuis.

- In de comedyserie Toen was geluk heel gewoon is Jaap Kooiman (gespeeld door Gerard Cox) een buschauffeur bij de RET en rijdt daar op buslijn 52. Deze doet een stuk van wat nu buslijn 44 is (Rotterdam Centraal – Rotterdam Zuidplein). Lijn 52 (tot 1 november 1953 was dat lijn Z) ging van de achterkant van Rotterdam Centraal Station (Provenierswijk) via de Maastunnel naar het Breeplein.
- In november 2009 richtte de RET Meldpunt 6061 op. Reizigers kunnen door middel van een sms, e-mail of telefoongesprek een melding van vandalisme en agressie maken.
- De collectie historisch materieel, zoals trams, bussen en metro's, is ondergebracht in het Rotterdams Openbaar Vervoer Museum.